# Terence Hines
Terence Hines (nascido em 22 de março de 1951) é professor de psicologia na Pace University, Nova York, e professor adjunto de neurologia no New York Medical College; ele também é um escritor sobre ciência. Hines é bacharel pela Duke University e mestre e doutor pela University of Oregon.
Membro do Committee for Skeptical Inquiry, Hines é autor de Pseudoscience and the Paranormal, que se concentra nos campos da pseudociência e da paranormalidade nos Estados Unidos. Ele também foi autor de artigos controversos expressando dúvidas sobre a existência do ponto G.

## Pseudociência e o Paranormal
Hines é o autor do livro Pseudoscience and the Paranormal, que se concentra principalmente na pseudociência e na paranormalidade nos Estados Unidos. Ele distingue a pseudociência da ciência ao descrevê-la como uma hipótese inconsistente com as leis conhecidas da física, mas que não pode ser falsificada. Em seu livro, Hines argumenta que a pseudociência tende a não ser atualizada diante de evidências recentemente obtidas e destaca a dificuldade em demarcar claramente a pseudociência do paranormal. Ele também postula que se habilidades paranormais como clarividência ou precognição fossem possíveis, então certamente seria de se esperar que as receitas de cassinos e loterias fossem afetadas, embora tal efeito não seja observado.

## Ponto G
Em um artigo de revisão abrangente de 2001, Hines afirmou que a evidência da existência do ponto Gräfenberg ("ponto G"), um ponto que 84% das mulheres acreditam existir, era muito fraca, e que as alegações de sua existência foram baseados em amostras pequenas e não apoiados pela bioquímica ou anatomia (particularmente a falta de terminações nervosas extras na região). A maioria dos estudos da época também havia sido conduzida por uma única equipe. Hines afirmou que, se tal mancha existir, não é específica das glândulas de Skene. Ele descreveu o ponto G como uma “espécie de OVNI ginecológico: muito procurado, muito discutido, mas não verificado por meios objetivos”. A revisão inicial resultou numa grande controvérsia com três publicações defendendo rapidamente a sua existência.